# Paronit
Paronit (russisch Паронит) ist ein flaches Verbunddichtungsmaterial aus Asbest, Gummi und pulverförmigen Füllstoffen, das durch Vulkanisation und Walzen unter Druck hergestellt wird und eine schichtartige Struktur aufweist. Als Füllstoffe finden Kaolin, Baryt und Eisenoxid Verwendung. Das Material hatte vor allem in der ehemaligen Sowjetunion
und den Ostblockstaaten weite Verbreitung.

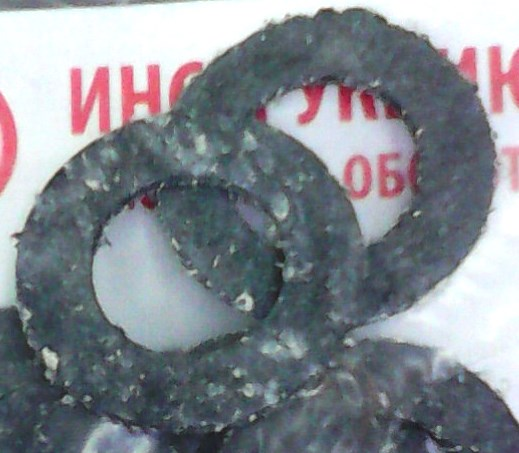
Paronit-Dichtungen für Flanschverbindungen von Gas- und Wasserleitungen sowie Armaturen, ausgelegt für einen Druck von 64 bar und eine Betriebstemperatur von −50 bis +450 °C

Paronit dient zur Abdichtung von Flanschverbindungen, Rohren, Pumpen und Armaturen in einem breiten Temperatur- und Druckbereich und gilt als tropenfest. Paronitdichtungen sind in mehreren Varianten erhältlich, die je nach Einsatzgebiet unterschiedliche Beständigkeiten gegenüber Temperaturen, Druck und aggressiven Medien aufweisen. Paronit und seine Anwendungen sind Gegenstand von Patenten.
Bei diesem Flachdichtungsmaterial, das auch heute noch international angeboten wird, muss damit gerechnet werden, dass es gegebenenfalls in den Geltungsbereich der Gefahrstoffverordnung, der TRGS 519 und der Asbestrichtlinie fällt.